# Богородское (Кишкино)
Богородское-Кишкино — усадьба, расположенная в деревне Кишкино городского округа Ступино Московской области.

## Современное состояние
Усадьба построена в стиле ампир. Главный вход в здание оформлен в виде колонной ложи с аркой и колоннами. Хорошо сохранилась и была отреставрирована церковь Казанской иконы Божией Матери. Остальная часть усадьбы руинирована. От главного двухэтажного здания остались стены и часть крыши. От трёх одноэтажных флигелей — только стены. Четвёртый флигель и хозяйственные постройки утрачены. Регулярный липовый парк находится в запущенном состоянии. Сохранился один каскадный пруд, второй спущен.

## История
С 1723 года имение носило название Кишкино-Оленино и Кишкино-Пустое и принадлежало приближенному Петра I, капитан-поручику Г. Г. Скорнякову-Писареву. Позже усадьбой владел помещик А. Бредихин. С 1780 года — его дочь генеральша Н. А. Олиц. При ней в селе началось строительство усадьбы.
В конце XVIII века усадьбой владел И. А. Поздняков. В 1835—1868 годах — Н. А. Кавецкая (жена управляющего Московской удельной конторой А. О. Кавецкого). При ней на территории усадьбы продолжалось строительство до середины XIX века. Позже усадьбой владела её дочь А. А. Кавецкая.
В 1780 году на территории усадьбы была построена церковь Казанской иконы Божией Матери с приделом апостола Иоанна Богослова, выполненные в стиле классицизм с приёмами барокко. Рядом с церковью сохранилось надгробие Н. А. Кавецкой.
Последним владельцем усадьбы был И. И. Муханов. После революции 1917 года была национализирована.
Точно неизвестно как использовалась усадьба. По некоторым данным как пионерский лагерь, по другим как дом отдыха.

Церковь после реставрации

Церковь была закрыта, вся утварь и иконы переданы в музей древнерусского искусства имени Андрея Рублёва. В 1938 году настоятель, протоиерей П. Любимов был арестован и расстрелян. В 2000 году Юбилейный Архиерейский собор Русской Православной церкви причислил настоятеля П. Любимова к лику священномученика. В настоящее время храм отреставрирован.
Один из двух прудов спущен в 1980—1990 годах.
В 2015 году усадьба Богородское-Кишкино была сдана в аренду по программе губернатора Московской области «Усадьба Подмосковья» для реставрации.

## Галерея

Главный дом
Флигель
Флигель
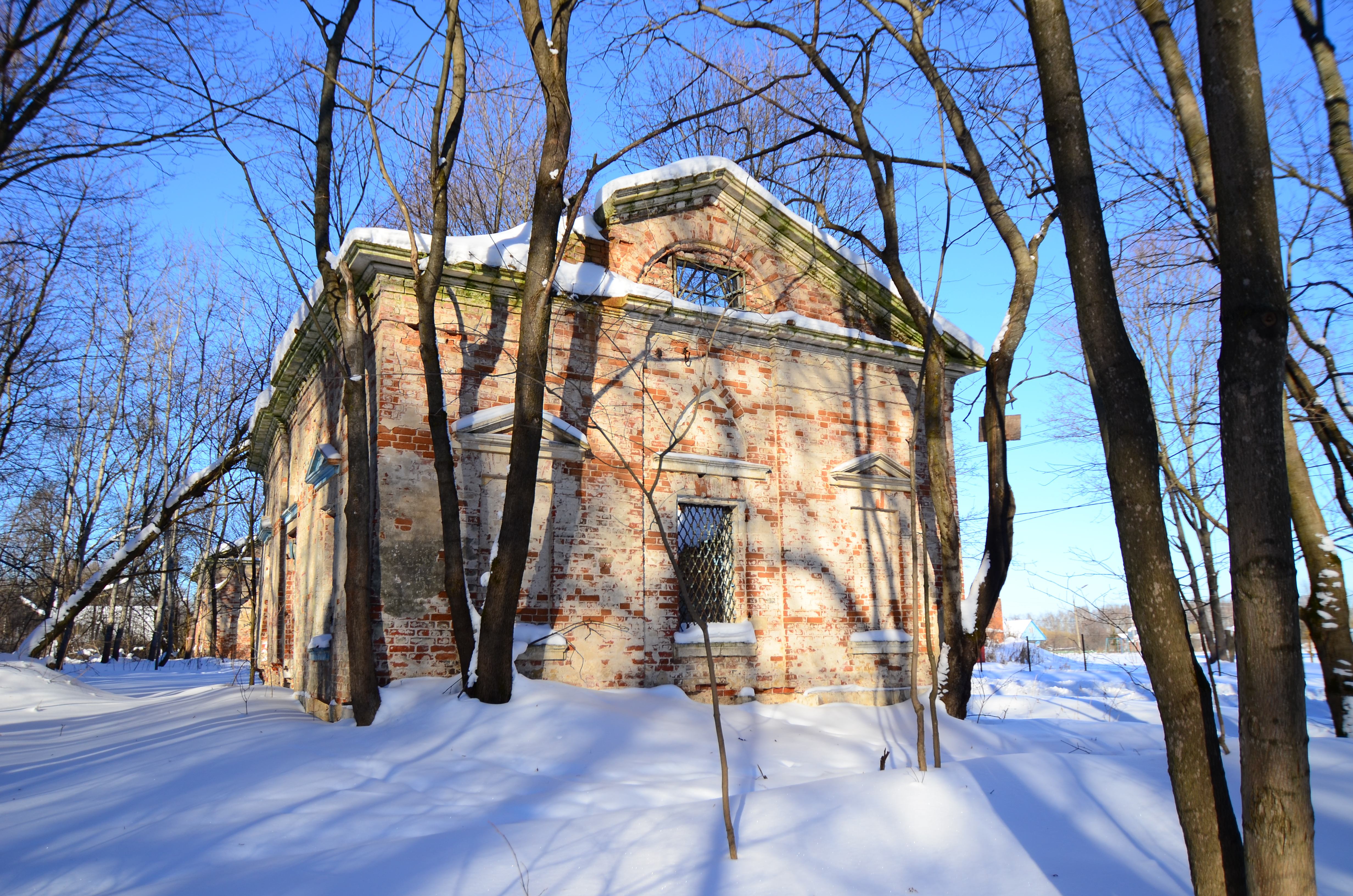
Флигель
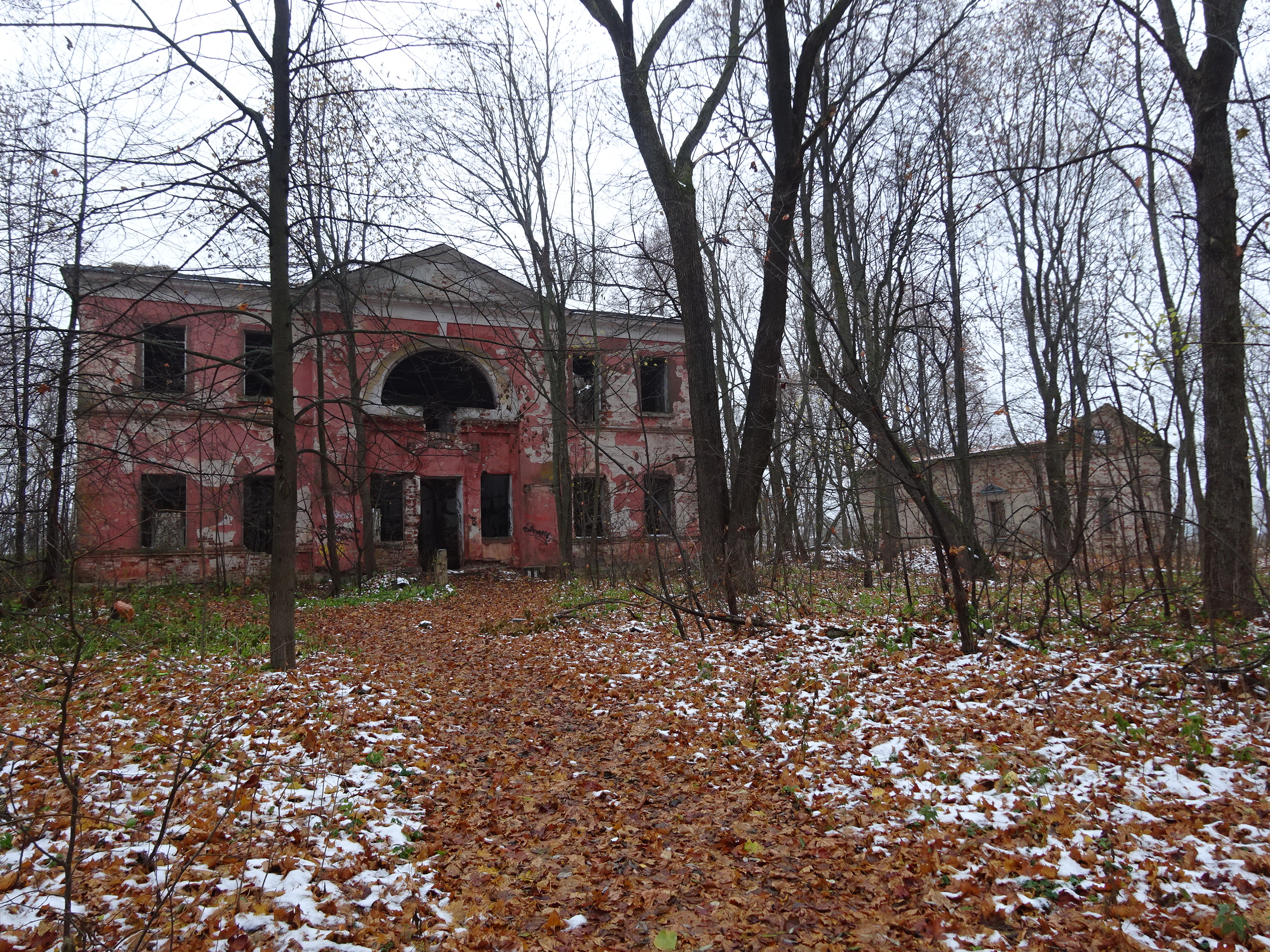
Главный дом и флигель
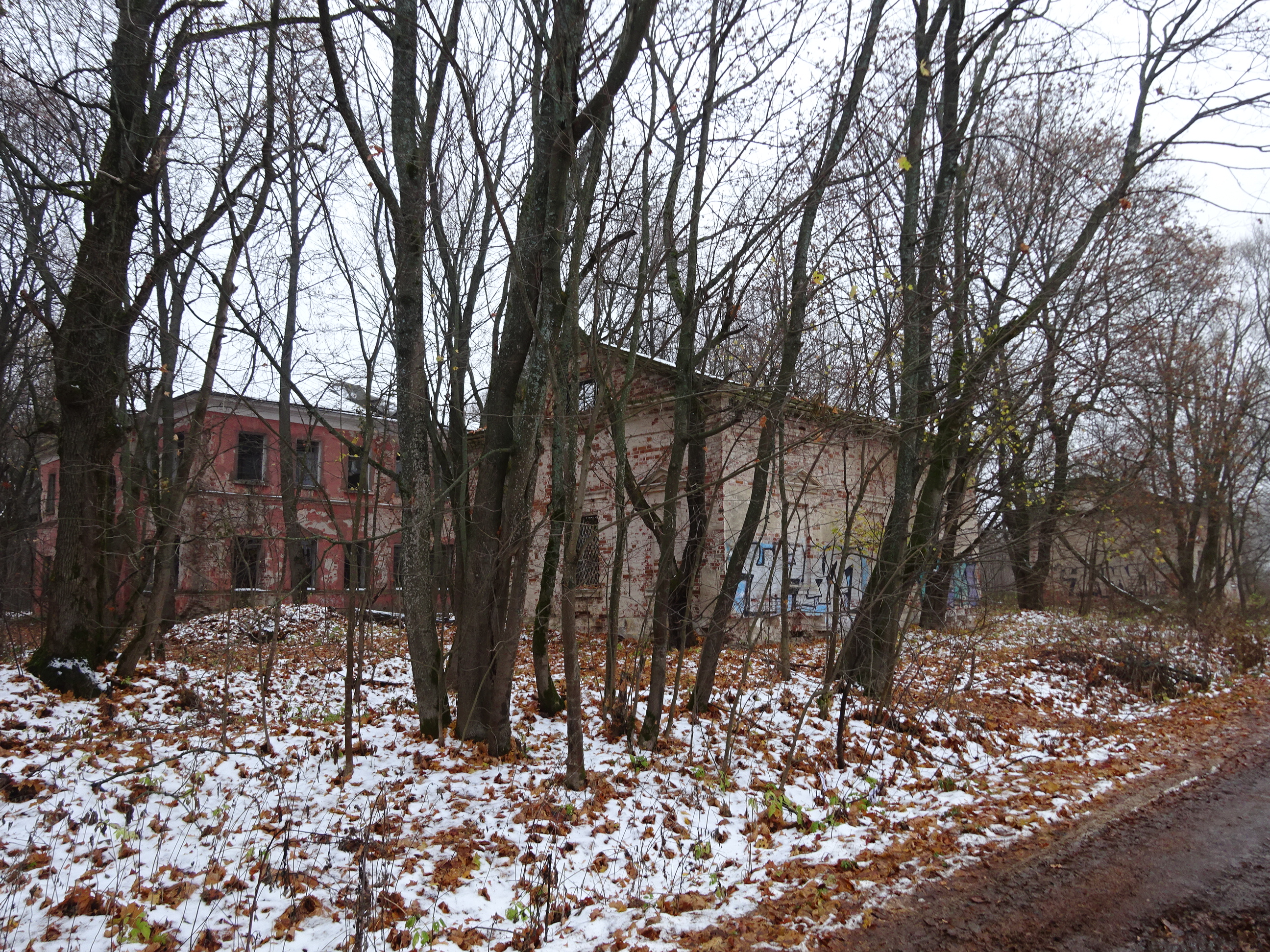
Главный дом и флигели
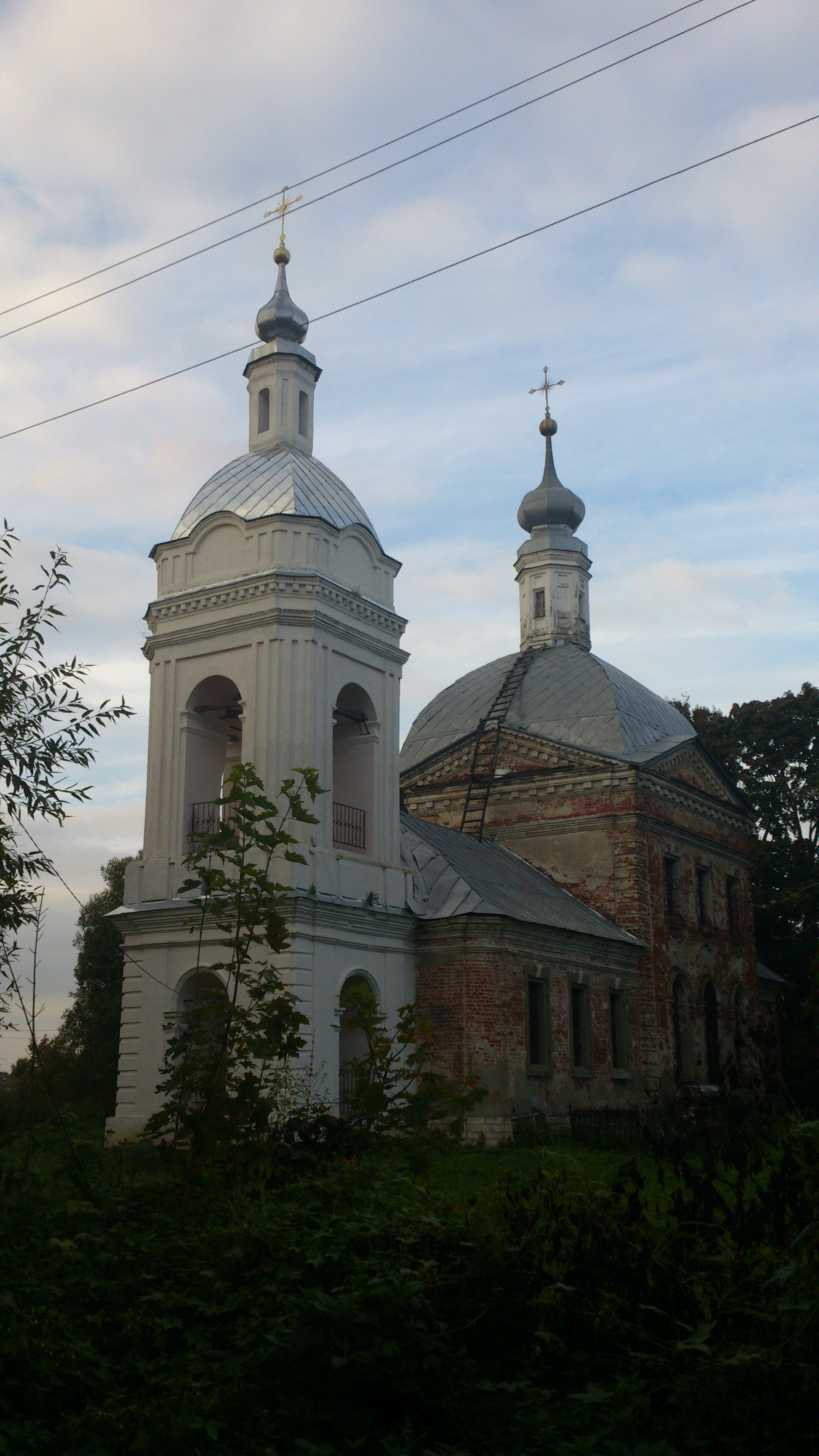
Церковь Казанской иконы Божией Матери
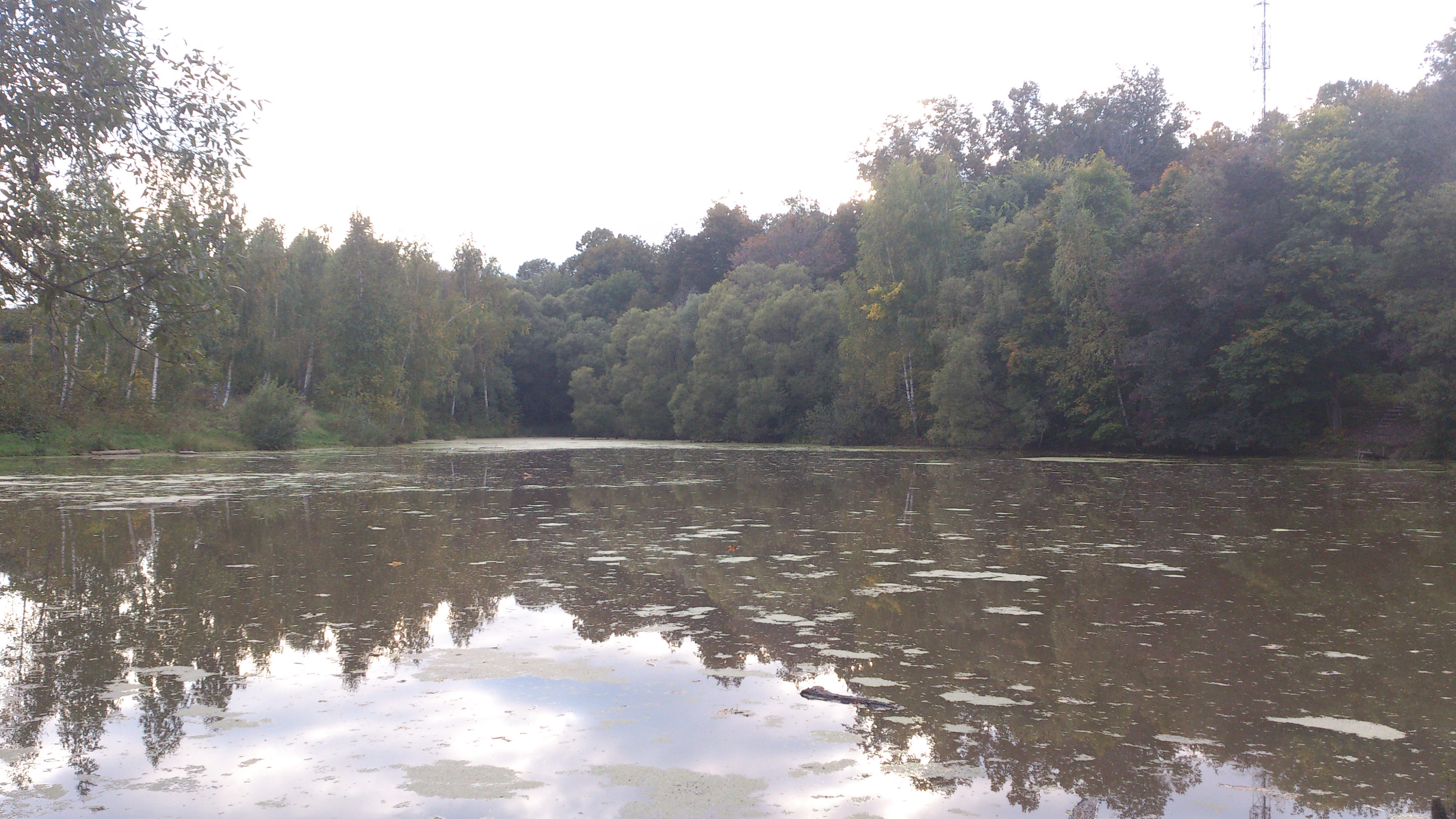
Пруд